# 総力報道!THE NEWS HBC
『総力報道!THE NEWS HBC』（そうりょくほうどう ザ・ニュース ほっかいどう）は、2009年3月30日から2010年3月26日まで北海道放送（HBCテレビ）で放送されていたローカルニュース番組である。正式名称は『総力報道!THE NEWS北海道』（そうりょくほうどう ザ・ニュースほっかいどう）であるが、タイトルロゴは本項の表題通りに表記されていた。ハイビジョン制作。

## 概要
TBSが2009年春の改編で『総力報道!THE NEWS』をスタートさせたのに合わせ、同番組の北海道ローカルパートとして立ち上げられた。
『総力報道!THE NEWS』が1年で打ち切られて『Nスタ』へリニューアルし、それによってネットワークニュースとローカルニュースの放送時間が変更されたのを受け、本番組も『NEWS1』（後の『北海道NEWS1』）へとリニューアルした。本番組に出演していたメンバーは、引き続き『NEWS1』にも出演していた。

## 放送時間
いずれも日本標準時。
- 月曜 - 金曜 18:05 - 18:45（2009年3月30日 - 2009年9月25日）
- 月曜 - 金曜 18:00 - 18:40（2009年9月28日 - 2009年11月27日）
- 月曜 - 金曜 17:50 - 18:40（2009年11月30日 - 2010年3月26日） - 18:00までは『イブニングワイド』内の「きょうのニュース」を「ヘッドライン THE NEWS」名義で同時ネット。

## キャスター
- 羽二生渉（HBC報道デスク）
- 加藤雅章（HBCアナウンサー） - 休暇時には卓田和広と渕上紘行が代役を務めた。
- 高橋友理（HBCアナウンサー） - 休暇時には室谷香菜子と堰八紗也佳が代役を務めた。
- 近藤肇（HBCアナウンサー・HBC気象予報士）

## タイムテーブル

### 2009年11月30日 - 2010年3月26日
- 17:45頃の15秒間 特集予告
- 17:50 - ヘッドライン THE NEWS
- 18:00 - オープニング、ローカルニュース
- 18:10頃 - 今日の特集
- 18:20頃 - THE WEATHER
- 18:28頃 - ニュースフラッシュ
- 18:31頃 - THE VOICE
- 18:37.30 ローカルパート終了

### 2009年9月28日 - 2009年11月27日
- 17:45頃の15秒間 特集予告
- 18:00.00 - オープニング、ローカルニュース
- 18:10頃 - 今日の特集
- 18:20頃 - THE WEATHER
- 18:28頃 - ニュースフラッシュ
- 18:31頃 - THE VOICE
- 18:37.30 ローカルパート終了

### 2009年3月30日 - 2009年9月25日
- 17:49.45 - 17:50.00 特集予告
- 18:05.00 - 18:05.10 特集予告
- 18:06.10 - オープニング、ローカルニュース
- 18:15頃 - 今日の特集
- 18:25頃 - THE WEATHER
- 18:33頃 - ニュースフラッシュ
- 18:38頃 - THE VOICE
- 18:43.00 ローカルパート終了